# Manuela Angeli
Manuela Angeli (Cortina d'Ampezzo, 3 aprile 1939) è un'ex pattinatrice artistica su ghiaccio italiana.

## Biografia
Nata a Cortina d'Ampezzo, in provincia di Belluno, nel 1939, in carriera ha preso parte a due edizioni degli Europei, sempre nel singolo, arrivando 22ª a Bolzano 1954 e 16ª a Budapest 1955.
A 16 anni ha partecipato ai Giochi olimpici di Cortina d'Ampezzo 1956, nel singolo, chiudendo 21ª con 1468.68 punti.
Ai campionati italiani ha vinto un argento e un bronzo nell'individuale.

## Risultati
| Internazionali            | Internazionali | Internazionali | Internazionali |
| Evento                    | 1953–54        | 1954–55        | 1955–56        |
| ------------------------- | -------------- | -------------- | -------------- |
| Giochi olimpici invernali |                |                | 21°            |
| Campionati europei        | 22°            | 16°            |                |
| Nazionali                 |                |                |                |
| Campionati italiani       | 3°             |                | 2°             |